# 至学館大学
至学館大学（しがっかんだいがく、英語: Shigakkan University）は、愛知県大府市横根町名高山55に本部を置く日本の私立大学。1905年創立、1965年大学設置。大学の略称は至大（しだい）、至学館。

## 概観

### 大学全体
創設時の校名は中京女子短期大学で、後に中京女子大学となり、2010年に学校法人中京女子大学から学校法人至学館に法人名変更し、大学院、大学、短期大学部などの名称も変更した。系列校に至学館高等学校、至学館大学附属幼稚園がある。大学に先駆けて校名を変更していた高校の読みは「しがくかん」だが、大学および短期大学部、附属幼稚園の読みについてはすでに同じ読みの志學館大学が存在していたため、高校と異なり「しがっかん」となっている。
1998年度から大学院の健康科学研究科で男子学生の受け入れを開始し、2007年度からは人文学部でも男子学生を受け入れを決めたが、2010年までこれに伴う大学の名称変更は行わなかったため、全国で初めて大学院以外で名称に「女子」がつく男女共学の大学となり、2007年4月に6名の男子が入学した。
女子レスリングなどのオリンピック代表選手やメダリストを数多く輩出しており、レスリングの世界では国際的に著名である。オリンピック3連覇を果たしている吉田沙保里は2016年11月から2018年8月まで副学長を務めた。
以前、中京女子大学という名称であったが、中京大学とは、まったく関係がない。

### 教育理念
「人間力の形成」

至学館大学における「人間力」とは、「健康力」、「知的視力」、「社会力」、「自己形成力」および「当事者力」の5つの力から構成されるものと定義し、これら5つの力を乗じ、総合的に応用・展開することができてはじめて真の「人間力」であるものと考える。すなわち、「真理と正義にもとづく価値観と倫理観をもち、広い視野と科学的な知識にもとづいた自己実現とすべての人々の幸福のため、積極的に寄与・貢献できる人間力の形成」である。

## 教育目標
学生自らが主体的に行動する機会を数多く設け、自らの大学は自分たちで作る「名実ともに学生が主人公」の大学づくりを目指し、主体的な発想のもと、心身ともに健全でたくましく、「生きる力」、「行動力」、「仲間愛」に溢れ、そして諦めないで何ごとにも「チャレンジする精神」を持った学生をひとりでも多く育てることを教育目標としている。

## 沿革
- 1905年 - 内木玉枝、中京裁縫女学校創立
- 1914年 - 中京裁縫女学校高等師範科併設
- 1919年 - 財団法人内木学園設立
- 1921年 - 中京高等女学校併設
- 1922年 - 中京高等女学校家事体操専攻科併設
- 1942年 - 中京高等女学校家事裁縫専攻科併設
- 1944年 - 中京裁縫女学校を中京実業女子学校に名称変更
- 1947年 - 中京女子中学校開設（新制）
- 1948年 - 中京女子高等学校開設
- 1950年 - 中京女子短期大学体育科・家政科開設
- 1951年 - 学校法人内木学園として法人組織変更
- 1963年 - 中京女子大学体育学部開設
- 1964年 - 中京女子短期大学を中京女子大学短期大学部に名称変更
- 1965年 - 中京女子大学家政学部開設

中京女子大学附属幼稚園開設
- 1967年 - 中京女子高等学校商業科開設
- 1976年 - 運営母体の学校法人内木学園理事長に学校法人谷岡学園理事長の谷岡太郎が就任
- 1977年 - 法人本部及び高等学校位置変更
- 1978年 - 中京女子中学校・中京女子高等学校定時制廃止

中京女子大学附属高等学校と校名変更
- 1979年 - 体育科学研究所、児童文化研究所設置

谷岡学園に運営変わり、谷岡太郎が理事長・第三代校長就任
学校法人中京女子大学と法人名変更
- 1983年 - 中京女子大学コミュニケーションセンター（図書館）竣工
- 1986年 - 中京女子大学スポーツサイエンスセンター（体育館）竣工

谷岡郁子が第四代校長就任
- 1987年 - コミュニケーション研究所開設
- 1988年 - コミュニケーション研究所を伊達コミュニケーション研究所に名称変更

中京女子大学短期大学部家政学科を生活科学科に名称変更
- 1990年 - 生涯学習研究所開設

体育科学研究所を健康科学研究所に名称変更
- 1992年 - 中京女子大学大学院健康科学研究科健康科学専攻修士課程開設
- 1993年 - 児童文化研究所を子ども文化研究所に名称変更
- 1994年 - アジア文化研究所開設
- 1995年 - 中京女子大学健康科学部（健康スポーツ科学科・栄養科学科）および人文学部（児童学科・アジア文化学科）開設
- 1998年 - 大学院健康科学研究科を男女共学に変更
- 2001年 - 中京女子大学栄養棟竣工（2001号館）
- 2003年 - アジア文化学科をアジア学科に名称変更
- 2005年 - 学校法人中京女子大学学園創立100周年

中京女子大学附属高等学校を至学館高等学校に校名変更、男女共学化
谷岡郁子校長が理事長就任
- 2008年 - 中京女子大学短期大学部生活科学科閉科
- 2009年 - 中京女子大学短期大学部専攻科（アスレティックトレーナー専攻）開設

全学部全学科にて男子受入を開始。共学となったが、この時点では、名称は「中京女子大学」のまま。
多目的グランド、野球場が完成
- 2010年 - 法人名を学校法人至学館に変更

至学館大学大学院／至学館大学／至学館大学短期大学部／至学館大学附属幼稚園に名称変更
至学館大学健康科学部こども健康・教育学科開設
- 2013年 - 人文学部を廃止
- 2022年 - 至学館大学健康科学部体育科学科を開設

## 創立者
内木 玉枝（ないき たまえ、1878年 - 1974年）は、岐阜県恵那郡加子母村の17代続く旧家の第四子・二女として生まれ、私立東京女子美術学校卒業後、愛知県第一師範学校付小学校訓導を務めた後、女性の自立のためには知識や技術の習得が必要であるという理念のもと、27歳で名古屋市に中京裁縫女学校を創設し、女性の衣服・体位などの改善を考え指導者の養成を目指した。学校創立の1905年は日露戦争の只中であり、女性が一家の大黒柱として生計を担う必要性から、専門的技能を修得する意義が認知された時期であり、玉枝は「名古屋の女性は衣生活に幼稚である、体格がよくない、この2点を改善するために指導者を養成したい」という志を持っていた。1911年には軍の経理畑出身の夫・内木英も経営に加わる。1922年に家事体操専攻科を併設し、1936年にはオリンピック出場者を輩出、戦前戦中の日本の女子中等学校における体操科女子教師の輩出校となり、スポーツに強い大学を形作った。中京女子短期大学、中京女子大学を設立し、1971年に学校法人内木学園総長に就任。
玉枝の従妹であり実弟・内木和の妻でもある越原春子は玉枝とともに女学校の経営に携わったのち、夫とともに名古屋女学校（現・名古屋女子大学）を創立し、その後日本初の女性衆議院議員のひとりとなった。

## 教育・研究組織

### 学部
- 健康科学部
  - 健康スポーツ科学科
  - 体育科学科
  - 栄養科学科
  - こども健康・教育学科

### 短期大学部
- 体育学科
- 専攻科

### 大学院
- 健康科学研究科（修士課程）
  - 健康科学専攻

## 研究所
- 伊達コミュニケーション研究所
- 健康科学研究所

## アクセス
- JR大府駅と名鉄知立駅からスクールバスが運行されている。名古屋市や豊明市との境界に近いためこれらから自転車やバイクなどで自宅通学する学生もいる。
  - かつては有松駅と大府駅（さらには刈谷駅、知立駅）を結ぶ名鉄バスの路線があり、中京女子大前停留所が最寄りであった。
- 大府市循環バス（ふれあいバス）至学館大学停留所下車すぐ。
- JR東海道線 共和駅下車、徒歩22分。
- 名古屋市営バス 有松町口無池停留所下車、徒歩18分。

## 姉妹校
- 学校法人谷岡学園
  - 大阪商業大学
  - 大阪商業大学高等学校
  - 大阪商業大学堺高等学校
  - 大阪商業大学付属幼稚園
  - 大阪緑涼高等学校
  - 神戸芸術工科大学

## 対外関係
- 2015年3月 岐阜県中津川市と「教育・文化、スポーツ振興や、地域の発展と優れた人材の育成を目指し相互に連携する協定」を締結。
- 2015年3月 愛知県と本学、中京大学、東海学園大学の3大学が「体育・スポーツ振興に関する協定」を締結。